# Aricia (vlinder)
Aricia  is een geslacht van vlinders uit de familie van de kleine pages, vuurvlinders en blauwtjes (Lycaenidae). Het geslacht komt uitsluitend voor op het noordelijk halfrond, met vertegenwoordigers in het Palearctisch en het Nearctisch gebied.

## Soorten
- Aricia agestis (Denis &Schiffermüller, 1775) - Bruin blauwtje
- Aricia anteros (Freyer, 1839) - Balkan bruin blauwtje
- Aricia artaxerxes (Fabricius, 1793) - Vals bruin blauwtje
- Aricia bassoni Larsen, 1974
- Aricia chinensis (Murray, 1874)
- Aricia cramera (Eschscholtz, 1821) - Moors bruin blauwtje
- Aricia crassipuncta (Christoph, 1893)
- Aricia dorsumstellae (Graves, 1923)
- Aricia hyacinthus (Herrich-Schäffer, 1847)
- Aricia isaurica (Staudinger, 1870)
- Aricia montensis Verity, 1928
- Aricia morronensis (Ribbe, 1910) - Spaans bruin blauwtje
- Aricia nicias (Meigen, 1829) - Zilverbruin blauwtje
- Aricia teberdina (Sheljuzhko, 1934)
- Aricia torulensis Hesselbarth & Siepe, 1993
- Aricia vandarbani (Pfeiffer, 1937)